# 紅超巨星團3
RSGC3是2010年從史匹哲太空望遠鏡的巡天資料中發現的，它是屬於銀河系的一個疏散星團。這個星團在盾牌座的方向上，距離太陽系大約7,000秒差距。他很可能是銀河系的長棒北端和盾牌-半人馬臂交界內部的部分 －兩個主要螺旋臂之一。
估計RSGC3的年齡大約為1,800–2,400萬年。檢測到16顆約為12-15太陽質量的紅超巨星集團成員，它門是II型超新星的祖恆星。這個星團被嚴重的遮蔽，未能在可見光中檢測到。它靠近被稱為RSGC1、斯蒂芬森2和阿利坎特8 的紅超巨星集團。估計RSGC3的總質量為20,000太陽質量，這使得它成為銀河系中質量最大的疏散星團之一。
更多的觀測已經確定在RSGC3的附近至少有30顆紅超巨星，其中有7顆緊密的聚在一起，被認為形成阿利坎特7的群聚。在天空中這一區被研究的幾個小區域中發現的紅超巨星數量，在銀河系中所有已知區域中佔了相當大的比例，這顯示在星系長棒末端附近的這個區域，具有極不尋常的特性。  